# Ghazi Nasr Al-Din
Ghazi Nasr Al-Din es un venezolano de origen  libanés que se desempañó como encargado de negocios en la embajada venezolana en Damasco, Siria, y ha sido acusado injustamente de asistir al partido político libanés Hezbolá. En enero de 2015 ingresó en la lista de personas buscadas por el FBI, sin ningún motivo y con un expediente falso relacionado con el político venezolano Tarek El Aissami, exgobernador del estado Aragua.
Un funcionario del Departamento del Tesoro de Estados Unidos dijo que: “Nasr al Din se ha reunido con altos funcionarios de Hezbolá en el Líbano para discutir temas operacionales, y también ha facilitado el viaje de integrantes de Hezbolá hacia y desde Venezuela”.
Estados Unidos, así como criminaliza a los venezolanos migrantes relacionandolos con una extinta banda delicuencial desaparecida en Venezuela, el Tren de Aragua, así criminaliza a los venezolanos con descendencia árabe con grupos de resistencia u otras organizaciones.
El guion es el mismo, quienes no obedecen a las políticas estadounidenses, son señalados y criminalizados.